# División Intermedia 1926 (Perú)
La División Intermedia 1926, fue la primera edición de la División Intermedia que constituía la segunda categoría en los torneos de Futbol de Clubes del Perú en dicha década. 
El torneo fue disputado por 20 clubes conformado por 9 equipos de Lima, 7 equipos del Callao y 4 equipos de los Balnearios del Sur; clubes que participaron en la Selección al Campeonato Peruano de Fútbol de 1926 y no obtuvieron su Clasificación a la Máxima Categoría, por lo cual, fueron designados a la División Intermedia. En ese línea, la Comisión consideró a los clubes que concursaron en agosto de 1925 y fueron los siguientes:
- Liga Deportiva del Callao (4 clubes): Leónidas Yerovi, Atlético Saenz Peña, Once Amigos, Sporting Association.
- Liga Provincial de Futbol N°1 (3 clubes): Sport Inca, Unión Santa Catalina y Unión Lima.
- Liga de los Balnearios del Sur (2 clubes): Alianza Chorrillos y Unión Barranco.

Adicionalmente, fueron considerados los 6 clubes siguientes: 
- Sportivo Áncash y Carlos Tenaud; por ser los Campeones de Intermedia de 1924 y de la Liga Deportiva Chalaca de 1925 respectivamente.
- The Grafficc Sporting de Lima y Sportivo Unión de Lima; por ser los Campeones de la Intermedia de 1924 y de la Liga Provincial de Futbol de 1925 respectivamente.
- Sport Huáscar de Barranco y Fraternal Barranco; por ser los Campeones de la Intermedia de 1924 y de los Balnearios del Sur de 1925 respectivamente.

Asimismo, los clubes Lawn Tennis de la Exposición de Jesús María, Association Alianza de La Victoria, Jorge Chávez de Lima y Woodrow Wilson del Callao fueron considerados para formar parte de la división para que tengan la oportunidad de comprobar su capacidad deportiva debido a que previamente fueron participantes en la Segunda División de la Liga Peruana de Football. 
Al final del torneo el club Association Alianza de La Victoria fue promovido al Campeonato Peruano de Fútbol de 1927, al vencer en el partido final al Unión Santa Catalina de La Victoria.
Se estableció el descenso de tres equipos, últimos del campeonato. El Unión Barranco, The Graffic Sporting de Lima y el Unión Lima descienden a la Segunda División Provincial de Fútbol de Lima 1927.

## Equipos participantes
| Club                         | Ciudad      |
| ---------------------------- | ----------- |
| Alianza Chorrillos           | Chorrillos  |
| Association Alianza          | Lima        |
| Atlético Saenz Peña          | Callao      |
| Carlos Tenaud                | Callao      |
| Fraternal Barranco           | Barranco    |
| The Graffic Sporting         | Lima        |
| Sport Huáscar                | Barranco    |
| Jorge Chávez                 | Lima        |
| Lawn Tennis de la Exposición | Jesús María |
| Leonidas Yerovi              | Callao      |
| Once Amigos                  | Callao      |
| Sport Inca                   | Rimac       |
| Sporting Association         | Callao      |
| Sportivo Áncash              | Callao      |
| Sportivo Unión               | Lima        |
| Unión Barranco               | Barranco    |
| Unión F.B.C.                 | Lima        |
| Unión Santa Catalina         | La Victoria |
| Unión Lima                   | Lima        |
| Woodrow Wilson               | Callao      |